# 三笑亭夢丸 (2代目)
二代目 三笑亭 夢丸（さんしょうてい ゆめまる、1983年5月19日 - ）は新潟県新発田市出身の落語家。本名は 前田 就。出囃子は『万才くずし』。落語芸術協会会員。

## 略歴
- 2002年
  - 1月∶初代三笑亭夢丸に入門。前座名「春夢」。
  - 3月∶楽屋入り。
- 2006年
  - 5月∶第11回岡本マキ賞受賞。
  - 10月∶二ツ目に昇進。夢吉に改名。
- 2015年5月∶春風亭小柳、三笑亭小夢ともに真打昇進。師匠の名跡「三笑亭夢丸」を襲名[1][2]。
- 2017年3月∶平成28年度 国立演芸場花形演芸大賞 銀賞 受賞[3]

## 人物
新潟県新発田市出身。父親は学校の校長を務め、母親も教員。新発田市立本丸中学校を経て、新発田中央高等学校を卒業する。
趣味は銭湯巡り。仕事などで地方へ行った際には、時間があればその土地の銭湯を訪れている。
落語家を夢見て新潟より米俵を持参して上京。初代三笑亭夢丸に弟子入りを志願するが、地元新潟とは違って東京は家が密集しており、師匠宅がなかなか見つからなかった。ようやく見つかったが、ドアに鍵がかかっており（夢吉の地元では、ドアに鍵をかけていないのが普通であった）、仕方なく米俵を肩に担いだままドアの脇に立っていた。しばらくして疲れたので、米俵を担いだまま正座をして師匠の帰りを待っていたところ、近所の人に不審者と間違えられ、警察に通報される。この時、家の中にいた師匠の妻が、表が騒がしいので出てみたところ、夢吉が警察に連れて行かれそうだったので、「うちの子です」と言って救出。師匠も妻が「うちの子」と言った手前、仕方なく弟子にした。
2011年5月15日、群馬県片品村文化センターにて福島県南相馬市から避難している人々の慰問に、Dr.レオン、一太郎、五代目三遊亭春馬、あきと、マーク・大喜多と同行した。このとき、スタッフがすべてボランティアの素人だったため、音響機材については詳しくなく、リハーサルでは問題のなかったマイクが本番で使えなくなり、800人規模の大ホールでマイクなしで落語をした。
2015年の真打昇進と同時に師匠の名跡「三笑亭夢丸」を二代目として襲名することとなったが、二代目夢丸自身によると「師匠（初代夢丸）から2012年頃に『俺の名前を継げ』と言われてその時は断ったが、真打昇進の内定が出たときに改めて（夢丸の名を）戴きました」という。その師匠は2015年3月7日に急逝したため、結果として名跡の生前贈与を受ける形となった。
真打昇進当初は、先代が使用していた「元禄花見踊り」を出囃子に使用していたが、自身は名前をもらったのだからせめて出囃子は兄弟子に使ってほしいと、一周忌を機に兄弟子の小夢へ譲り、二ツ目時代の「万才くずし」に戻している。
笛の名手としても知られ、二ツ目当時は披露興行の口上や、はめ物入りの落語会等で重宝されていた。また、本人も奏でることが好きなようで、定席で他の出演者の出囃子に笛を入れる光景が度々うかがわれる。
2024年に初めて弟子を採った。

## メディア

### テレビ出演
- アウトバーン マル暴の女刑事・八神瑛子（2014年8月9日、フジテレビ）

### ラジオ出演
- SHIBA-HAMAラジオ（2018年11月29日、文化放送）

### ポッドキャスト
- 新ニッポンの話芸 ポッドキャスト（ゲスト出演。第89回から第92回）

## CD
- 新宿末廣亭深夜寄席～骨太肉厚編～馬るこ・夢吉・宮治　(2012年11月、エイベックス・マーケティング、AVCD-38529）＊「夢吉」名義で「鷺とり」を収録。
- 親子できこう 子ども落語集　どうぐや・大岡さばき（2023年1月、日本コロムビア）COCJ-37818 *「夢吉」名義で「どうぐや」収録。
- 恐笑噺～馬るこ・龍玉 (2013年7月、エイベックス・マーケティング、AVCD-38716）＊「夢吉」名義で「完全実話・事故物件に住んだ話」を収録。（共演：鈴々舎馬るこ）

## 弟子

### 前座
- 三笑亭夢ひろ